# Stazione di Mugnano-Calvizzano
La stazione di Mugnano-Calvizzano era una stazione ferroviaria posta sulla linea Alifana bassa. Serviva i centri abitati di Mugnano e Calvizzano. L’edificio è situato in via Raffaele Granata.

## Storia
La stazione venne attivata il 30 marzo 1913 insieme alla tratta ferroviaria da Napoli a Capua (Alifana bassa).
Nel secondo dopoguerra, a causa della crescente urbanizzazione dell’hinterland napoletano crebbero la frequentazione della stazione e della linea, finché il servizio ferroviario non risultava più adeguato alle esigenze; pertanto il 20 febbraio 1976 l’esercizio venne sospeso, in previsione della costruzione di una nuova linea metropolitana corrente molto più ad est, che non serve l'abitato di Calvizzano e nemmeno la zona occidentale di Mugnano.

## Strutture e impianti
La stazione disponeva di 2 binari passanti per il servizio viaggiatori. Il fabbricato viaggiatori e l'area della stazione sono diventate private dopo la chiusura della linea.È uno dei pochi fabbricati ancora integri della ferrovia.